# Piet Fortuin
Pieter Sikko (Piet) Fortuin (Oldeboorn, 19 december 1958) is een Nederlands vakbondsbestuurder en CDA-politicus. Hij is sinds 2016 voorzitter van de vakbond CNV Vakmensen en vanaf 1 januari 2020 bovendien voorzitter van de de overkoepelende vakcentrale CNV.

## Carrière
Fortuin werd in december 1958 geboren als zoon van een basisschooldirecteur. Hij deed de pabo, waarna hij tussen ongeveer 1979 en 1984 voor de klas stond in een school in Bedum. Daarna werkte hij achtereenvolgens voor de jongerenorganisatie van CNV in Friesland en vanaf 1988 als districtsbestuurder bij de Industrie- & Voedingsbond CNV in Rotterdam. In 1997 keerde hij terug richting het noorden en werd toen vakgroepbestuurder Metalektro Noord waar hij verantwoordelijk was voor noordelijke Philips-vestigingen. In 2012 werd hij na diverse bestuurlijke functies in Drachten vicevoorzitter van CNV Vakmensen in Utrecht, waar hij o.a. coördinator arbeidsvoorwaardenbeleid werd. Bovendien was hij van 2002 tot 2014 namens het CDA fractievoorzitter in de gemeenteraad van Smallingerland. In 2016 werd hij daarvan de voorzitter en vanaf 1 januari 2020 is hij ook voorzitter van CNV. Hij wil de vakbeweging dichter naar de leden brengen en pleit voor gelijkheid en solidariteit op de werkvloer.